# Mónica Rey Gutiérrez
Mónica Rey Gutiérrez (23 de abril de 1964) es una activista, educadora y política afroboliviana, reconocida por su investigación antropológica, la que ayudó a que los afrobolivianos fueran reconocidos como una categoría étnica en el censo en su país. Luego de servir como activista y educadora por algunos años, empezó a trabajar para el gobierno. Actualmente es delegada supranacional de la Asamblea Legislativa Plurinacional de Bolivia.

## Inicios
Adalberta Mónica Rey Gutiérrez nació el 23 de abril de 1964 en la Comunidad Marca, Departamento de La Paz, Bolivia. Fue criada en la Comunidad Santa Ana, cerca de Coroico, por su madre, Florentina Gutiérrez Barra y su padrastro Simeón Rey Barra. Rey se trasladó a La Paz cuando tenía 11 años y continuó su educación en el Hogar y Colegio Ave María. Fue la primera mujer afroboliviana en graduarse y obtener un diploma de bachillerato. Continuó su educación en la Universidad Mayor de San Andrés (en español: Universidad Mayor de San Andrés (UMSA)) donde se graduó en comunicación social en 1997. Su tesis de grado, La Saya como medio de comunicación y expresión cultural en la comunidad Afroboliviana fue su primer trabajo ahondando en la población afroboliviana de su país. En entrevistas con líderes comunitarios, Rey descubrió que miembros de las comunidades Yungas aún tenían canciones y rituales en lenguas africanas. La tesis evaluó la importancia de la saya, baile típico de los afrobolivianos, confirmando que esta forma artística hacía parte de su legado cultural.

## Carrera

Bandera del Reino Afroboliviano

Luego de su graduación, Rey empezó a trabajar en un proyecto de investigación apoyado por el Banco Interamericano de Desarrollo en beneficio de la población afroboliviana. Los resultados del proyecto fueron denominados Diagnóstico de la situación del pueblo negro en Bolivia, identificando que dicha población constaba de unos 20.000 miembros aproximadamente. Escribió otro texto llamado El tambor mayor, en conjunto con la Fundación Simón I. Patiño. El libro fue producido en 1998 por Rey. Ese mismo año, tomó posición en la Dirección General de Arqueología y Antropología, y un año después se dedicó a la labor docente en la Universidad Privada Franz Tamayo (UniFranz). Después de cinco años, dejó la UniFranz y en 2004 se convirtió en docente en la Universidad Mayor de San Andrés.
Entre 1990 y 2009, Rey participó activamente en eventos concernientes a la Diáspora africana, viajando a Colombia, Argentina, Brasil, Ecuador, Honduras, Panamá, Perú, los Estados Unidos, Uruguay y Venezuela. Fue representante de Bolivia en numerosos eventos de organizaciones afroamericanas alrededor del continente. En 2009, Rey aceptó el puesto de directora general de la lucha contra el racismo en el Ministerio de Cultura. Al año siguiente, se convirtió en tutora de la Oficina del Ministerio de Desarrollo Productivo y Economía plural y al mismo tiempo, a los afrobolivianos se les abrieron las puertas del gobierno en el Consejo Departamental. Entre todos formaron el Consejo Nacional de Afrobolivianos (Conafro) en el que Rey se encargaba de las relaciones nacionales e internacionales.

### Inclusión de la identidad afroboliviana en el censo
En 2012, por primera vez los afrobolivianos fueron enumerados en el censo de población como un grupo étnico específico. Los datos del censo mostraron que dicha etnia estaba compuesta de 16.329 personas entre los 10 millones de habitantes de Bolivia.
En 2014 se convirtió en directora general de Protección al Consumidor en el Ministerio de Desarrollo Productivo y fue elegida diputada nacional en la Cámara de Diputados de la administración del presiente Evo Morales. Introdujo legislación en el 2016 para proteger los derechos humanos y civiles de la comunidad afrodescendiente en Bolivia.

### Citas
1. 1 2 3 4 5 6 7 8  Busdiecker (OUP), 2016.
2. 1 2  Legislative Assembly of Bolivia, 2017.
3. 1 2  Ceaser, 2001, p. 3.
4. ↑  Inarra, 2011.
5. ↑  El Diario, 2016.